# Kościół Podwyższenia Krzyża Świętego w Grabowie
Kościół Podwyższenia Krzyża Świętego w Grabowie – katolicki kościół filialny zlokalizowany we wsi Grabowo w gminie Łobez, w powiecie łobeskim (województwo zachodniopomorskie). Należy do parafii Najświętszego Serca Jezusowego w Łobzie.

## Historia i architektura
Kościół został wzniesiony w 1909 roku. Jest budowlą murowaną, sytuowaną na planie prostokąta, z zakrystią i osadzoną w korpusie kwadratową wieżą. Nawa kryta jest dwuspadowym dachem. Otynkowane z zewnątrz ściany do ok. ⅓ wysokości wymurowane są z granitowej kostki, będącej prawdopodobnie pozostałością po wcześniej stojącej w tym miejscu świątyni. Mający prostokątny kształt portal wejściowy osadzony jest w niewielkim przedsionku, przykrytym trójspadowym daszkiem. Okna w bocznych ścianach nawy zamknięte są łukiem odcinkowym. W wieży znajduje się otwór w kształcie krzyża, będący jednocześnie centralną częścią prezbiterium. Nawa nakryta jest drewnianym stropem kolebkowym. Nad wejściem znajduje się empora chórowa z prospektem organowym, doświetlona czterema niewielkimi okienkami. 
Po II wojnie światowej kościół był początkowo nieużytkowany. Zaginął wówczas znajdujący się dawniej wewnątrz gotycki tryptyk, o którym wspomina Hugo Lemcke. Konsekracji kościoła dokonał w dniu 24 czerwca 1978 roku biskup Jerzy Stroba.